# Apagesoma delosommatus
Apagesoma delosommatus is een straalvinnige vissensoort uit de familie van naaldvissen (Ophidiidae). De wetenschappelijke naam van de soort is voor het eerst geldig gepubliceerd in 1979 door Hureau, Staiger & Nielsen.